# 12 этюдов во всех минорных тональностях
«12 этюдов во всех минорных тональностях» (фр. Douze Études dans les tons mineurs), опус 39 ― сборник этюдов Шарля Валантена Алькана, написанный для фортепиано соло в начале 1850-х годов и посвященный Франсуа-Жозефу Фети. Вероятно, созданный как дополнение к «12 этюдам во всех мажорных тональностях» (опус 35), которые также посвящены Фети, он был впервые полностью опубликован в 1857 году.
Оригинальная рукопись Алькана насчитывает 275 страниц. Продолжительность «Этюдов» ― около 150 минут. Этот сборник широко известен как одно из самых технически сложных и виртуозных произведений, когда-либо написанных для фортепиано. Полный цикл этюдов был записан Джеком Гиббонсом, Бернардом Рингайсеном, Винченцо Мальтемпо и Рональдом Смитом.

## Этюды

### № 1. Как ветер

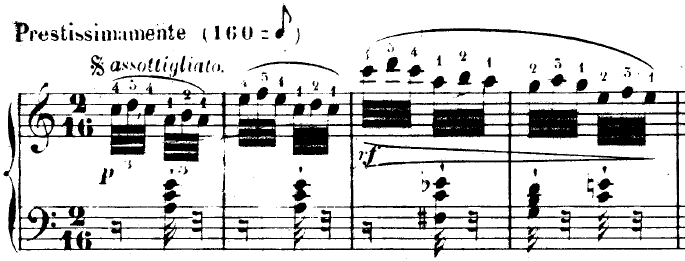
Начало этюда

Открывает цикл этюд «Как ветер» (фр. Comme le vent), написанный в тональности ля минор и в темпе prestissimamente ( = 160). Этюд имеет очень редкий размер 2
16, который способствует быстрому исполнению. Непрерывная триольная мелодия пьесы по ритму напоминает тарантеллу, а по характеру ― скерцо. В этюде происходит постоянное мелодическое и гармоническое развитие.
Продолжительность этюда ― около четырёх с половиной минут, рукопись насчитывает 23 страницы.
Пьеса технически сложна и требует от пианиста хорошей выносливости, так как на протяжении большей части композиции присутствуют длинные пассажи. В секциях с 32-ми нотами в заданном Альканом темпе приходится играть по 16 нот в секунду, а в разделе, содержащем 64-е ноты ― более 21 ноты в секунду.
Произведение не следует путать с более ранним творением Алькана под названием «Ветер» (фр. Le vent) из опуса 15. Композитор и музыкальный критик Кайхосру Шапурджи Сорабджи считал, что ранняя композиция была лучше. Более поздний этюд Сорабджи назвал «довольно разочаровывающим и навязчивым».
Этюд «Как ветер» находился в репертуаре Сергея Рахманинова в концертном сезоне 1919—1920 гг.

### № 2. В ритме молосса
Второй этюд имеет название «В ритме молосса» (фр. En rythme molossique). Тональность композиции ― ре минор. Большинство фраз имеют ритмический рисунок   . Произведение можно условно поделить на несколько разделов.
Пианист Рональд Смит сравнил первый раздел этюда с менуэтом из струнного квартета Йозефа Гайдна, опус 76 № 2.
Второй раздел имеет такой же ритмический рисунок, как и первый, но он более лёгкий по характеру.
Третий раздел состоит из плавных шестнадцатых нот.
После этого идёт объединение двух тем. В левой руке звучит тема третьего раздела, а в правой ― тема первого. Постепенно звучание усиливается, и наступает кульминация. Следующий раздел напоминает четырёхголосную фугу.
Далее снова звучат шестнадцатые ноты, но уже в ре мажоре, при этом в басу играется такой же ритм, как и в первых двух разделах. Произведение заканчивается тремя тихими аккордами в ре миноре.
Этюд «В ритме молосса» был любимым этюдом Ферруччо Бузони.
Кайхосру Сорабджи считал это произведение одним из самых оригинальных в опусе 39 и писал, что в нём «великолепно выражена суровая, резкая, тяжёлая брутальность ритма».

### № 3. Дьявольское скерцо
Третий этюд называется «Дьявольское скерцо» (итал. Scherzo diabolico). Композиция начинается в соль миноре и заканчивается в соль мажоре. Пьеса имеет много общего со «Скерцо № 2 си-бемоль минор» Фридерика Шопена. На протяжении всей композиции Алькан часто использует неаполитанский аккорд.
Этюд начинается с тихих коротких фраз. Постепенно мелодия развивается, и музыка становится всё более навязчивой. Пьеса содержит много быстрых арпеджио.
Средняя часть ― трио ― полностью контрастирует с предыдущими частями этюда. Она состоит из громких и широких аккордов.
Заключительная часть, как и первая, имеет характер скерцо, только играется гораздо тише.

### № 4-7. Симфония для фортепиано соло

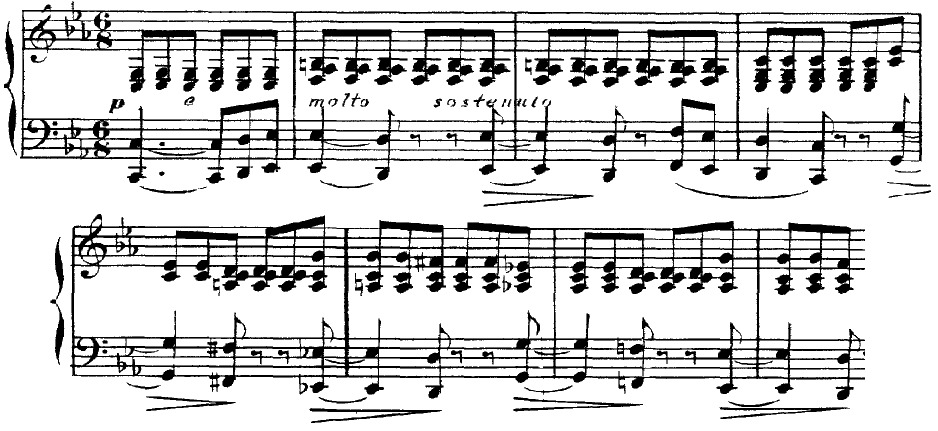
Тема первой части (в левой руке)

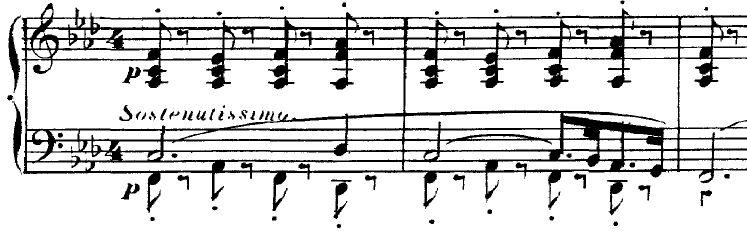
Начало второй части

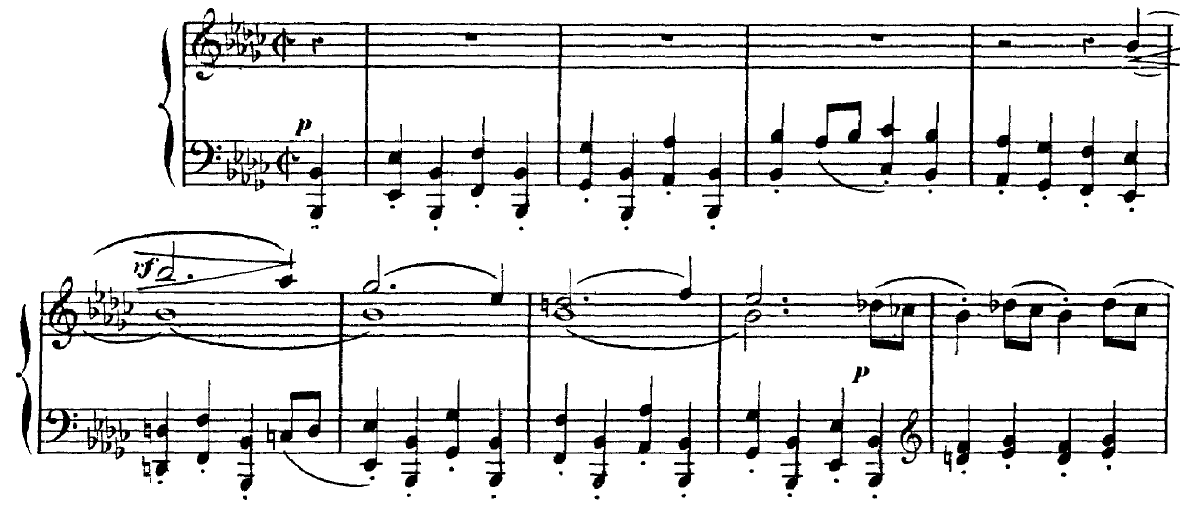
Вступление к четвёртой части

Этюды № 4, № 5, № 6 и № 7 ― это первая, вторая, третья и четвёртая части симфонии соответственно. По мнению Франсуа Лугено, это произведение «не содержит излишеств <…> и доказывает, что Алькан также был способен писать идеально сбалансированные и почти классические произведения».
Первая часть симфонии ― Allegro ― написана в сонатной форме, в тональности до минор.
Вторая часть ― Marche Funèbre (Траурный марш) ― написана в фа миноре и имеет трёхчастную форму. В начале композиции левая рука проводит легато, а правая играет аккорды на стаккато. В среднем разделе звучит лирический хорал.
Франсуа Лугено писал:
Вторая часть представляет собой похоронный марш. <…> В оригинальном издании произведения на титульном листе было написано «Marcia funebre sulla morte d’un Uomo da bene» («Похоронный марш на смерть хорошего человека»). Эти слова, к сожалению, были опущены во всех последующих изданиях. Нельзя ли предположить, что эта часть симфонии посвящена отцу Алькана, который умер в 1855 году, за два года до того, как эти этюды были опубликованы?
Третья часть ― Menuet (Менуэт) ― как и вторая, написана в трёхчастной форме. Тональность композиции ― си-бемоль минор. Франсуа Лугено пишет, что «эта часть на самом деле является скерцо».
Четвёртая и заключительная часть ― Finale (Финал) ― является самой технически сложной во всей симфонии. Она написана в ми-бемоль миноре и играется в темпе presto. Пианист Рэймонд Левенталь назвал исполнение этой части «поездкой в ад».

### № 8-10. Концерт для фортепиано соло
Нумерация этюдов такая же, как и в случае с симфонией: например, этюд № 8 ― это первая часть концерта и т. д.
В произведении Алькан «заставляет» фортепиано звучать, как оркестр. Пианист Джек Гиббонс комментирует: «Стиль и форма музыки приобретают монументальное качество ― богатые, плотные текстуры и гармонии <…> вызывают в воображении звуковой мир всего оркестра и нагружают исполнителя до предела как физически, так и умственно».
В оригинальной рукописи Алькана три части произведения занимают 121 страницу. Длительность концерта ― около 50 минут. Самой продолжительной является первая часть: она занимает 72 страницы и длится более 30 минут. Джек Гиббонс отмечает, что «в первой части больше тактов, чем во всей 29-й сонате Бетховена». Позже Алькан немного укоротил первую часть, чтобы сделать «un morceau de Concert, d’une durée ordinaire» (концертное произведение нормальной продолжительности), и исполнил её (в этой версии) на сольном концерте в Париже в 1880-х годах. Концерт был впервые сыгран полностью в 1939 году Эгоном Петри.
Первая часть концерта в 1872 году была оркестрована Карлом Клиндвортом; в 1902 году он немного переработал свою оркестровую версию. Оркестрованную редакцию концерта записал Дмитрий Феофанов.
Музыкант Адриан Корлеонис считает концерт Алькана самым брутальным фортепианным произведением, написанным до начала композиторской деятельности Кайхосру Сорабджи и Ферруччо Бузони.
В первой части концерта 1342 такта. Тональность композиции ― соль-диез минор, темп начальной темы ― Allegro assai. Исполнение этой части требует огромной физической выносливости и больших технических навыков, ведь в ней встречаются арпеджио, октавные ходы, скачки, форшлаги, перекрещивание рук и быстрые аккорды. Из сложных приёмов особенно следует отметить тремоло и трели, исполняемые четвёртым и пятым пальцами во время проведения темы остальными пальцами той же руки. Алькан придерживается классической сонатной формы, но значительно расширяет разделы экспозиции и разработки.
Вступительные такты, составляющие первую тему, имеют обозначение «quasi-trombe» (как трубы). Такие пометки часто появляются на протяжении всей партитуры, чтобы указать на оркестровый инструмент, звуки которого должен имитировать пианист (также Алькан периодически использует пометку «tutti», предполагающую имитацию звучания всего оркестра). После полного раскрытия начальной темы начинается контрастная, более лирическая вторая тема. Она контрастирует как с самой первой темой, так и с любыми сложными виртуозными пассажами (в более общем смысле).
Третья тема, мажорная и более героическая, появляется после развития первых двух тем. Соло, следующее за этими тремя темами, носит шопеновский, отчасти импровизационный характер.
Вторая часть концерта написана в до-диез миноре и играется в темпе adagio. Вступительный раздел имеет пометку «quasi-celli» (как виолончели).

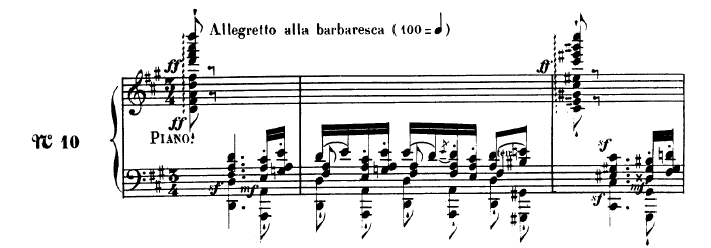
Начало третьей части концерта

Заключительная часть произведения ― «Allegretto alla barbaresca» ― отличается техническими сложностями, сравнимыми со сложностями первой части, а именно: более крупные скачки и более частое использование полиритмов (3:4). Один отрывок содержит уникальную пометку «quasi-ribeche», то есть как ребек (это средневековый струнный инструмент).
Хотя все этюды из опуса 39 написаны в минорных тональностях, третья часть «Концерта» начинается в ре мажоре и завершается в фа-диез мажоре. Но, несмотря на это, главная тональность композиции ― фа-диез минор.

### № 11. Увертюра
Этюд начинается в си миноре и заканчивается в си мажоре. Композиция имеет форму классической увертюры: первый раздел медленный и задумчивый, второй ― быстрый и торжественный. Пьеса длится около 15 минут и является вторым по величине произведением в сборнике этюдов после № 8 (1-я часть Концерта для фортепиано соло). В первой партии этюда (Maestoso), являющейся как бы прелюдией, звучит ряд аккордов, имитирующих струнный ансамбль:

### № 12. Пир Эзопа

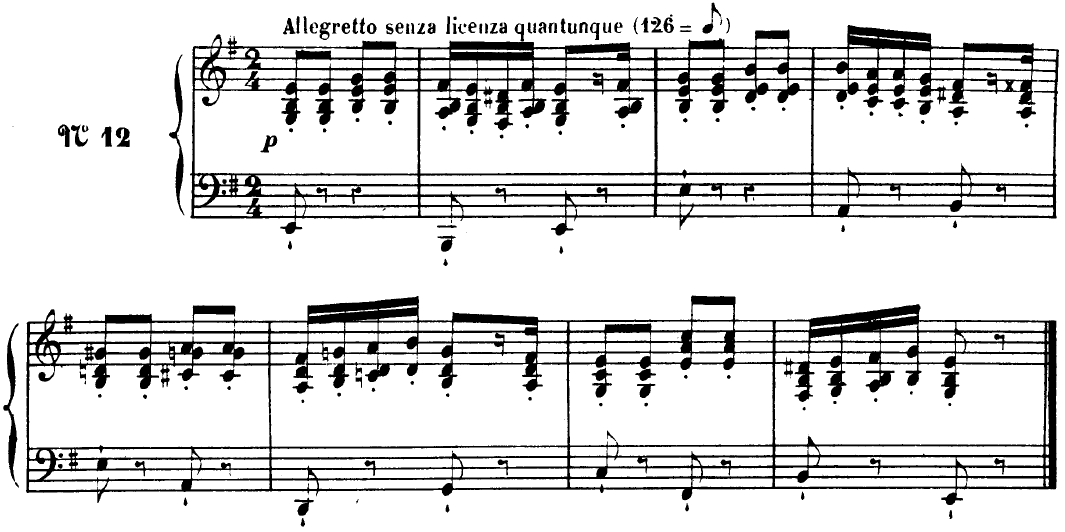
Тема

Завершает цикл этюдов пьеса «Пир Эзопа» (фр. Le festin d'Ésope). Она состоит из 25 вариаций на оригинальную тему, написанную в ми миноре. Длительность пьесы составляет около десяти минут.
Произведение имеет пометку «Allegretto senza licenza quantunque» (довольно быстро, без вольностей). Темп на протяжении всей пьесы один и тот же ( = 126).
Кайхосру Шапурджи Сорабджи писал об этой композиции:
 Она достойна места рядом с вариациями на тему Диабелли Бетховена, вариациями на тему Паганини Брамса и вариациями на тему Баха Регера. Множество удивительных гармонических причуд, в высшей степени мастерская и гениальная фортепианная аранжировка — всё это наполнено тем воодушевлением и жизненной силой, тем восхитительным, причудливым и несколько сверхъестественным качеством, которое делает произведение этого мастера таким неотразимым и увлекательным для исполнителя.
Произведение было записано Рэймондом Левенталем, Стефани МакКаллумом, Рональдом Смитом, Бернардом Рингайсеном, Аланом Вайсом, Винченцо Мальтемпо, Сату Паавола, Юи Мориситой, Майклом Понти, Джозефом Блохом, Фредом Доканом, Джеком Гиббонсом и Марком-Андре Амленом.

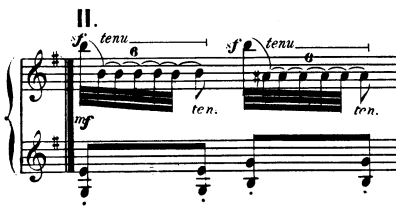
Вариация 2
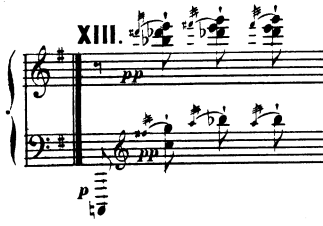
Вариация 13
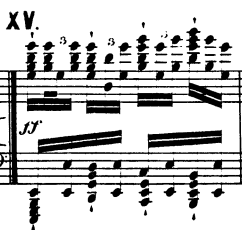
Вариация 15
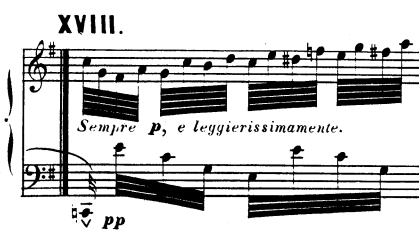
Вариация 18
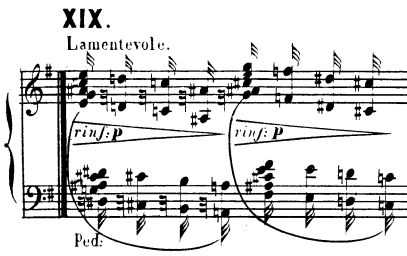
Вариация 19
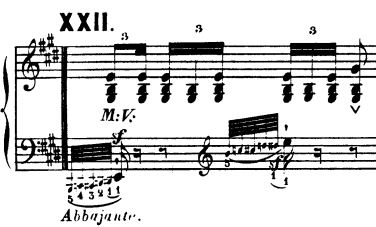
Вариация 22

За вариациями следует кода, которой завершается эта пьеса и весь цикл этюдов.